# ورم أرومي غضروفي
الورم الأرومي الغضروفي ورم عظمي نادر وحميد وعدواني موضعيًا ويؤثر عادة في مشاشات أو نواتئ العظام الطويلة. يُعتقد أنه ينشأ من نمو الخلايا الغضروفية غير الناضجة (الأرومات الغضروفية) في مراكز التعظم الثانوية، والتي تنشأ من الصفيحة المشاشية أو بعض بقاياها.
إن الورم الأرومي الغضروفي نادر، إذ يمثل 1-2٪ فقط من جميع أورام العظام. يصيب غالبًا الأطفال والشباب، ويكون معظم المرضى في العقد الثاني من العمر أو تحت سن العشرين. يميل الورم الأرومي الغضروفي إلى إصابة الذكور؛ تبلغ نسبة المرضى الذكور إلى الإناث 2: 1. يمثل عظم الفخذ أشيع مواقع الإصابة، يليه عظما العضد والساق. تشمل المواقع الأقل إصابةً كلًا من الكاحل وعقِب القدم والعظام المسطحة.

## العلامات والأعراض
يُعد الألم أكثر الأعراض شيوعًا، ويتراوح بين الألم الخفيف والشديد، إذ يتطور تدريجيًا في المنطقة المصابة وقد يُعزى في البداية إلى إصابة طفيفة أو إصابة مرتبطة بالرياضة، علمًا أنه يستمر عدة أسابيع أو شهور أو سنوات. تشمل الأعراض الأخرى بالترتيب من الأكثر شيوعًا إلى الأقل شيوعًا التورم والعرج (عند إصابة عظم في الطرف السفلي) وتيبس المفاصل وظهور كتلة من الأنسجة الرخوة.
تشمل الآثار الجسدية كلًا من المضض الموضعي ونقص مدى الحركة في العظم المصاب والمفصل القريب، وضمور العضلات، وظهور كتلة مجسوسة، وتورم الأنسجة الرخوة، وانصباب المفاصل في المنطقة المصابة، ويمكن بصورة أقل شيوعًا ملاحظة الكسور المرضية، خاصة في أورام القدم. إذ ظهر الورم في العظم الصدغي، تتضمن أعراضه طنين الأذن، والدوخة، وفقدان السمع.
في بحث منشور لتركوت وآخرين، وُجد أن متوسط مدة الأعراض لدى مرضى الورم الأرومي الغضروفي بلغت 20 شهرًا تقريبًا، وتراوحت بين 5 أسابيع و16 عامًا.

## عوامل الخطر
ما تزال العوامل الوراثية أو البيئية التي تؤهب للإصابة بالورم الأرومي الغضروفي غير معروفة أو مفهومة جيدًا. يصيب الورم الأرومي الغضروفي الذكور أكثر من الإناث بنسبة 2: 1 حسب معظم التقارير السريرية، وغالبًا ما يُلاحظ في المرضى الشباب غير الناضجين هيكليًا، إذ تُشخص معظم الحالات في العقد الثاني من العمر، وتصل نسبة مرضى الورم الأرومي الغضروفي الذين تقل أعمارهم عن 30 عامًا إلى 92٪ تقريبًا. لا يوجد مؤشر على ميل الورم إلى إصابة عرق معين.

## الإمراض
إن مسببات الورم الأرومي الغضروفي غير محددة، إذ لا يوجد شذوذ مميز محدد أو نقطة انكسار ملحوظة في الكروموسومات، مع أن التشوهات الوراثية الخلوية تكون محددة للغاية في بعض الأورام.
لاحظ روميو وزملاؤه أن الورم الأرومي الغضروفي الذي يظهر في العظام الطويلة يؤثر بصورة رئيسية في المشاش، بينما يقترب في أماكن أخرى من مراكز التعظم. يقترح الانتشار النادر للورم الأرومي الغضروفي في مناطق التعظم داخل الغشاء وجود علاقة وثيقة مع صفيحة غضروف النمو. قد تكون الجزيئات المصدرة لإشارات النمو موجودة في الورم الأرومي الغضروفي نتيجة وجود شبكة إشارات غير ناضجة إضافةً إلى نمو الغضروف. يُعتقد أن للهرمونات الجنسية دور في هذه العملية بسبب العلاقة المكانية للورم مع صفيحة النمو وظهوره النموذجي قبل اندماج صفيحة النمو. إن مسارات إشارات بروتين القنفذ الهندي/البروتين المرتبط بالهرمون الدريقي (IHh/PtHrP) وعامل نمو الأرومة الليفية (FGF) مهمة لتطور صفيحة النمو المشاشية، إذ تنشط هذه المسارات في الورم الأرومي الغضروفي مؤديةً إلى تكاثر خلوي أكبر في المنطقة التكاثرية/ ما قبل الضخامية (المنطقة الغنية بالخلايا) مقارنةً بالمنطقة الضخامية/المكلّسة (المنطقة الغنية بالمطرس). تشير هذه النتائج إلى أن الورم الأرومي الغضروفي مشتق من خلية اللحمة المتوسطة الخاضعة لعملية تكوّن الغضروف عبر مسارات إشارات صفيحة النمو النشطة (انظر التعظم داخل الغضروف).
إن الطبيعة التغايرية للورم تجعل التصنيف صعبًا، خاصة بالنظر إلى أصول الورم الأرومي الغضروفي. يوجد رأيان متعارضان حول طبيعة الورم الأرومي الغضروفي، أحدهما يرجح الأصل العظمي والآخر يفضل الأصل الغضروفي. يقترح عمل أيغنر وزملائه إعادة تصنيف الورم الأرومي الغضروفي على أنه ورم مكوّن للعظام بدلًا من كونه ورمًا غضروفيًا، وذلك بسبب وجود المطرس العظمي، والكولاجين 1، وغياب المطرس الغضروفي الحقيقي (النوع الثاني من الكولاجين). على أي حال، دعم إيدل وزملاؤه الطبيعة الغضروفية للورم، بسبب التعبير عن الكولاجين 2، الذي يميز الخلايا الغضروفية الناضجة، في الورم الأرومي الغضروفي. تدعم نتائج روميو وزملائه وجهة نظر إيدل وزملاؤه حول الطبيعة الغضروفية للورم الأرومي الغضروفي، لكنهم أدركوا عدم إمكانية اتخاذ قرارات نهائية حول أصل هذا الورم بسبب لدونة الخلايا اللحمية المتوسطة عند وضعها في بيئات ميكروية مختلفة والأساليب الثابتة المستخدمة في الأدب الطبي. لاحظ روميو وزملاؤه قد تشكل الأورام الأرومية الغضروفية انطلاقًا من خلايا اللحمة المتوسطة التي أكملت عملية تكوّن الغضروف الطبيعية بالتزامن مع إنتاج النسيج العظماني والكولاجين 1 الذي يمكن أن يكون نتيجة التمايز التحولي الذي تمر به الخلايا الغضروفية تجاه بانيات العظم.

## العلاج
يتم اختيار العلاج الجراحي للورم الأرومي الغضروفي عن طريق ازالة كاملة للورم أو بتر العظم المصاب في حالات نادرة. يخفف الاستئصال الجراحي من الألم، ويمنع انتشاره في المفصل والأنسجة الرخوة المجاورة، ويقلل من احتمالية التكرار.